# Nova Art
Nova Art es una banda de progressive metal y nu-metal originaria de Rusia. 
Ha sacado dos discos hasta la fecha: The Art of Nova (2005) y Follow Yourself (2009).

## Biografía
La banda fue fundada en el 2000, con el fin de fusionar el nu-metal, muy popular en esos años, con sonidos más progresivos y alternativos.
En ese año crean su primer tema, que apareció en el disco compilatorio Coronoach II - Tunes of Dusk.
En 2003 actuaron en el "InProg 2003", un festival de metal progresivo de Moscú.
A principios de 2005 grabaron su primer álbum, "The Art of Nova", con la discográfica rusa Valiant Records. En octubre de este año hicieron una mini-gira por Rusia tocando temas del disco.
En octubre de 2006 actuaron en el festival holandés "Prog Power Europe 2006", con muy buen recibimiento entre el público. A mediados de ese año lanzaron a la venta "The Art of Nova", con DVS Records, y en el verano de 2007 tocaron en el "Red Alert Open Air", festival ucraniano.
Entre enero y abril del 2008 grabaron el que sería su segundo álbum de estudio: "Follow Yourself". El trabajo fue producido por Kristian "Kohle" Kohlmannslehner (Sieges Even, Crematory), y coproducido por Devon Graves (ex-Psycotic Waltz, Deadsoul Tribe).
En enero de 2009 firmaron un contrato con My Kingdom Music, y lanzaron "Follow Yourself" a la venta en todo el mundo.
A día de hoy, Nova Art está trabajando en nuevo material y preparando nuevos conciertos.

## Integrantes
- Andrey Nova - Voz
- Alexei Skovoronski - Guitarra
- Konstantin Ganulich - Bajo
- Konstantn Sdobnov - Teclados
- Stanislav Koulikov - Batería